# Brijest (Osijek)
Brijest je prigradsko naselje grada Osijeka, u Osječko-baranjskoj županiji. Nalazi se južno od Osijeka, na cesti prema Antunovcu.

## Povijest
Početkom velikosrpske agresije na Hrvatsku, 28. kolovoza 1991. na Brijestu je ubijen snimatelj Hrvatske televizije Žarko Kaić. On je tog dana, zajedno s tonskim snimateljem Draganom Kričkom i novinarom Sašom Kopljarom, pripremao reportažu o napadima koje je Jugoslavenska narodna armija protekle noći izvodila na to područje s obližnjeg Poligona C, gdje je bila smještena. Ujutro oko osam sati kolona JNA od devet tenkova i dva oklopna transportera izašla je s poligona i zauzela borbene položaje onemogućivši promet cestom između Tenjskog Antunovca i Brijesta, odnosno Osijeka. Nakon što su pripadnici JNA u nekoliko navrata pucali s transportera, oko 11 sati prišla su im dvojica hrvatskih branitelja s pitanjem kada će se maknuti. Nakon dobivenog odgovora o skorašnjem prekidu napada krenuli su natrag i u tom je trenutku otvorena mitraljeska vatra s jednog od transportera, od koje je Žarko Kaić na mjestu ubijen, Dragan Krička teško ranjen u trbuh, a Saša Kopljar se spasio bacivši se na tlo. Mjesto ubojstva Žarka Kaića danas se, njemu u spomen, naziva Rakrižje Žarka Kaića, a podignuto mu je i spomen obilježje nazvano Posljednji kadar.

## Stanovništvo
Prema popisu iz 2011. naselje je imalo 1.187 stanovnika.
| broj stanovnika |       |       |       |       |       |       |       |       |       |       |       | 382   | 608   | 1029  | 1248  | 1187  | 1005  |
|                 | 1857. | 1869. | 1880. | 1890. | 1900. | 1910. | 1921. | 1931. | 1948. | 1953. | 1961. | 1971. | 1981. | 1991. | 2001. | 2011. | 2021. |

## Znamenitosti
- crkva Mučeništva sv. Ivana Krstitelja